# Lena Wilhelmsson
Lena Wilhelmsson (...) è un'ex sciatrice alpina svedese.

## Biografia
Sciatrice polivalente, la Wilhelmsson  vinse il titolo nazionale svedese di discesa libera nel 1969; non debuttò in Coppa del Mondo e non prese parte a rassegne olimpiche o iridate.

## Palmarès

### Campionati svedesi
- 1 oro (discesa libera nel 1969)[1]